# Калюжна Тетяна Валентинівна
Тетяна Валентинівна Калюжна — українська ювелірка-дизайнерка, гемологиня. Членкиня Спілки дизайнерів України.

## Життєпис
Народилася в Донецьку 22 вересня 1964 р.
В 1986 році закінчила юридичний факультет Донецького національного університету.
В 1994 році почала займатися ювелірною справою.
В 1994 році була слухачкою курсів ювелірного дизайну в м. Барі (Італія); у 1996 р. в м. Тель-Авів (Ізраїль) стала слухачкою курсів «Діагностика синтетичних діамантів», а у 1998 р. в м. Антверпені (Бельгія) опанувала техніку закріпки коштовних каменів «інвізібл».
В 1996 р. у Донецьку відкрила Ювелірний театр, який складався з п'ятнадцяти сцен, де з-за куліс з'являлися авторські прикраси.
В 1998 р. Тетяна Калюжна підтвердила кваліфікацію експертки з оцінки діамантів, коштовного, напівкоштовного та декоративного каміння в Державному гемологічному центрі України (м. Київ), а в 1999 р. стала членкинею Спілки дизайнерів України.
Брала участь у виставках: Ювелір Експо Україна, м. Київ (з 2002 по 2017 рр.); Ювелірний салон, м. Одеса (з 2004 по 2016 рр.); Ювелір Арт Пром, м. Харків (2004 р.); Експо Ювелір, м. Донецьк (2006 р., 2009 р.); Еліт Експо, м. Львів (з 2008 по 2010 рр.); Барви життя, м. Київ. (2015 р.), Inhorgenta Munich, м. Мюнхен (з 2013 по 2018 рр.), Artistar Jewels, м. Мілан (2019 р.)
З 2014 року живе і працює в Києві.
В 2017—2018 рр. брала участь у виставці «Тендітна мить торкає вічність» у Музеї історичних коштовностей України (філія Національного музею історії України).
У Скарбниці Національного музею історії України зберігається каблучка із серії «Українські орхідеї» зі вставкою вугілля, обробленого за авторською технологією Тетяни Калюжної.

## Відзнаки
У 2004 р. Тетяна Калюжна нагороджена медаллю Верховної Ради Україні за вагомий внесок у розвиток української культури та мистецтва.
У 2013 р. в Національний реєстр рекордів України внесена унікальна шахтарська каска, створена Калюжною з використанням срібла, вугілля та чорних алмазів.
2016 р. за видатні заслуги в розвитку ювелірного мистецтва відзначена Орденом Франца Бірбаума Меморіального фонду Фаберже.